# Schmalschwanz-Paradieshopf
Der Schmalschwanz-Paradieshopf (Epimachus meyeri), auch Braunbauch-Paradieshopf, Schmalschwanz-Sichelhopf oder Braunbauch-Paradiesvogel genannt, ist eine Art aus der Gattung  Epimachus innerhalb der Familie der Paradiesvögel (Paradisaeidae). Er kommt ausschließlich auf Neuguinea vor.
Anders als der nah verwandte Breitschwanz-Paradieshopf wird diese Art von der IUCN als ungefährdet (least concern) eingestuft. Es werden mehrere Unterarten unterschieden.

## Merkmale

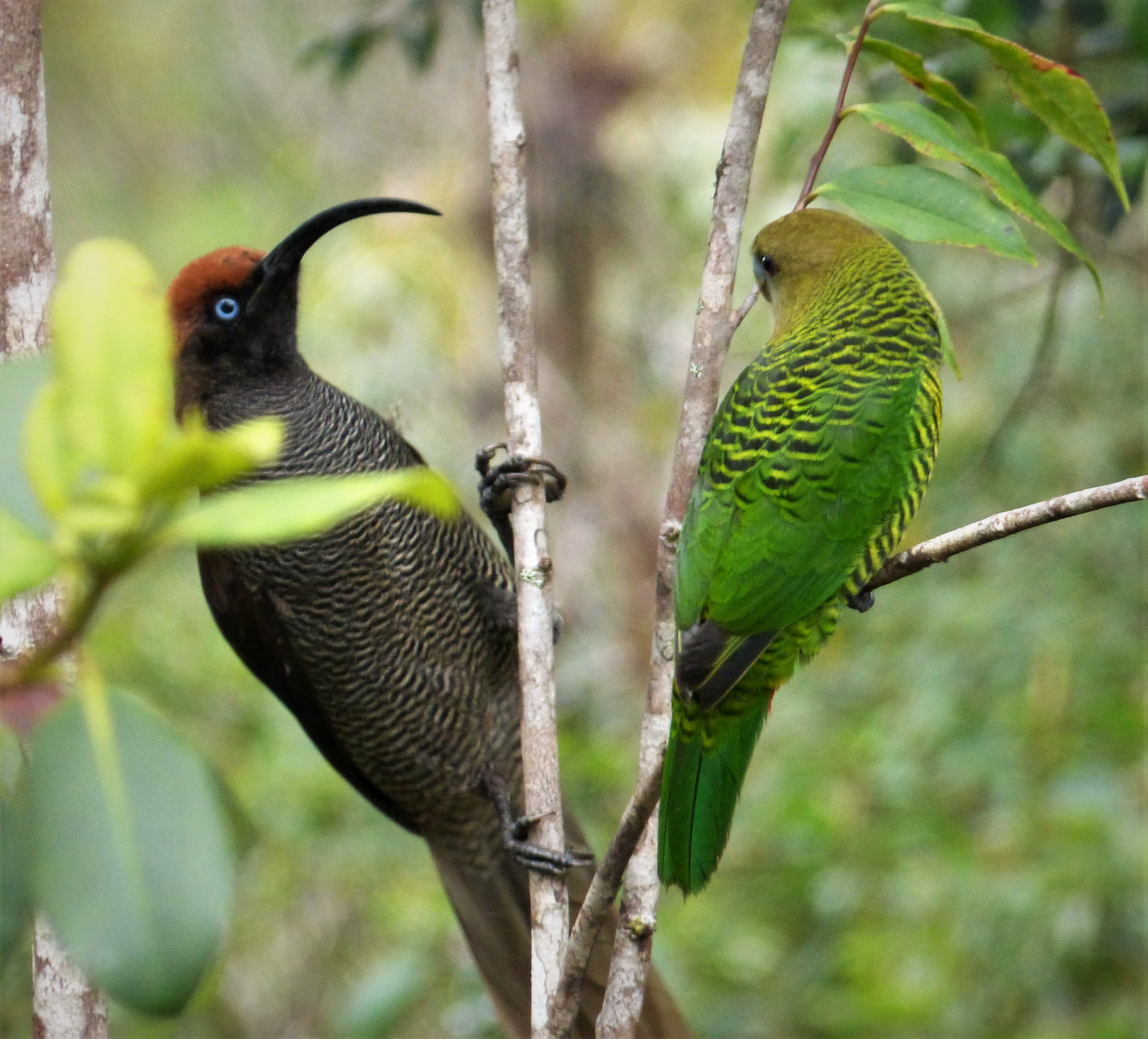
Schmalschwanz-Paradieshopf (links) mit weiblichem Brehmpapagei

### Körperbau und -maße
Der Schmalschwanz-Paradieshopf ist mit einer Körperlänge von bis zu 49 Zentimeter einer der größeren Paradiesvögel. Inklusive des stark verlängerten mittleren Steuerfederpaars erreichen die Männchen sogar eine Länge von 96 Zentimeter. Das übrige Schwanzgefieder misst 23 bis 28 Zentimeter, so dass das mittlere Steuerfederpaar, das 63 bis 82 Zentimeter lang ist, dieses deutlich überragt. Auch das Weibchen, das mit einer durchschnittlichen Körperlänge von 52 Zentimeter geringfügig größer ist als das Männchen ist, hat ein verlängertes mittleres Steuerfederpaar. Dieses erreicht allerdings nur eine Länge von 25 bis knapp 36 Zentimeter, das übrige Schwanzgefieder hat bei ihr eine Länge zwischen 17,8 und 25 Zentimeter.
Der Schnabel ist bei den Männchen 7,8 bis 9 Zentimeter lang, bei den Weibchen dagegen 6,6 bis 9,1 Zentimeter und ist bei beiden Geschlechtern stark gebogen. Weibchen wiegen zwischen 162 und 188 Gramm, die Männchen sind mit 253 bis 310 Gramm etwas schwerer. Obwohl sie eine größere Körperlänge als der Kräuselparadieskrähe haben, erreichen sie bei weitem nicht das Gewicht dieser bis zu 440 Gramm schweren Paradiesvogelart. Es besteht ein ausgeprägter Geschlechtsdimorphismus – das Weibchen ist deutlich unauffälliger als das Männchen gefiedert.

### Männchen
Der Kopf ist schwarz, bei bestimmten Lichtverhältnissen sind jedoch die schuppenartigen Federn von Scheitel und Gesicht bemerkbar, die intensiv metallisch grünblau bis violett und magenta schillern. Der Mantel und der Rücken ist samtschwarz mit einem grünblauen bis magentafarbenen Schimmer. Besonders ausgeprägt ist dieser Schimmer auf einer Reihe großer, schuppenartiger Federn, die entlang der oberen Körpermitte verlaufen. Der Bürzel ist samtschwarz mit einem violetten Schimmer. Das Schwanzgefieder ist auf der Oberseite braunschwarz mit einem metallisch dunkelblauen Schimmer auf den Außenfahnen. Auf dem verlängerten mittleren Steuerfederpaar ist dieser Glanz nochmals intensiver und reicht von grünblau bis magentafarben.
Das Brustgefieder ist dunkelbraun mit einem violetten Schimmer besonders an den Körperseiten. An den Brustseiten befinden sich stark verlängerte, samtschwarze Federn mit einem magentafarbenen Schimmer. Verlängerte Federn finden sich auch entlang der Bauch- und Bürzelseiten, ihre breiten Spitzen schimmern blaugrün. Die Federn der Flanken sind ebenfalls verlängert und haben eine rehbraune Farbe mit strohfarbenen Federschäften. Die Unterschwanzdecken sind olivfarben. Das Schwanzgefieder ist auf der Unterseite glänzend schwarzbraun. Der Schnabel ist schwarz. Die Augen sind blassblau. Die Beine und Füße sind dunkelgrau bis schwärzlich. Das Schnabelinnere ist leuchtend hellgelb.

### Weibchen

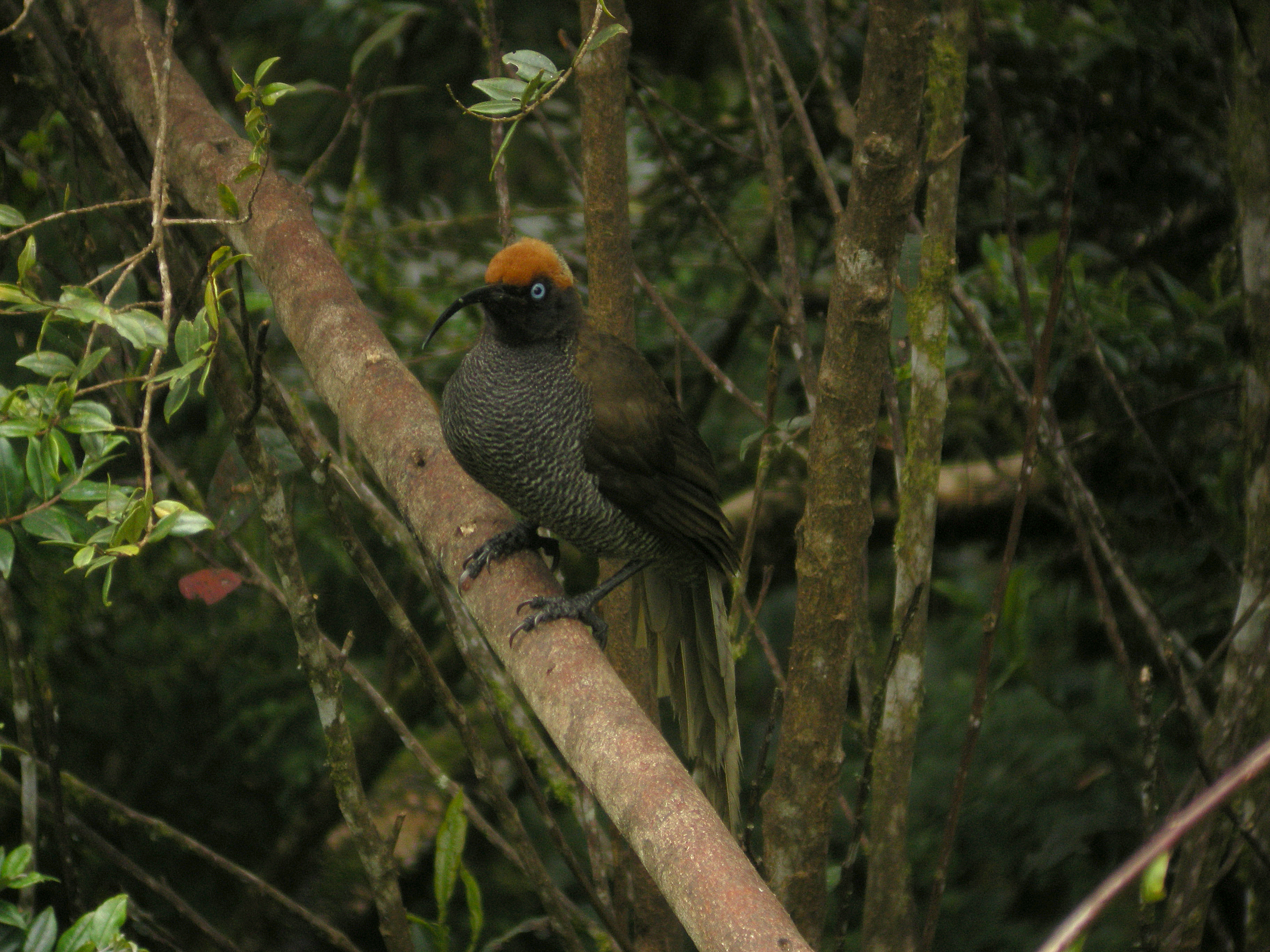
Weibchen, Neuguinea

Stirn, Scheitel und Nacken sind rotbraun. Die Zügel und die Gesichtsseiten sind wie das Kinn und die Kehle dunkel schwarzbraun. Auf Kinn und Kehle ist das Weibchen außerdem fein hell gefleckt. Der Mantel bis zu den Oberschwanzdecken ist olivbraun, das Schwanzgefieder ist etwas stärker erdbraun. Die Vorderbrust ist etwas heller als die Kehle und kann schmutzig rotbraun sein. Die gesamte Körperunterseite weist von der Brust an eine dunkelbraune Queränderung auf. Insgesamt besteht eine große Ähnlichkeit mit dem Weibchen des Breitschwanz-Paradieshopfes.

### Jungvögel
Jungvögel ähneln zunächst dem Weibchen, der Mantel und der Scheitel sind jedoch leuchtender rostbraun. Sie wechseln dann in ein Gefieder, das von dem des adulten Weibchens nicht zu unterscheiden ist. Männliche Jungvögel haben jedoch ein Schwanzgefieder, das auffälliger länger ist als das der adulten Weibchen. Noch nicht geschlechtsreife, subadulte Männchen entwickeln dann allmählich ein Gefieder, bei dem sie zunächst nur einzelne Federn bis einzelne Körperpartien haben, die dem adulten Männchen gleichen. Der Wechsel in das Gefieder des adulten Männchen beginnt gewöhnlich auf dem Scheitel und dehnt sich dann auf das gesamte Kopfgefieder auf. Mit jeder folgenden Mauser nimmt der Anteil des Gefieders zu, das dem eines adulten Männchens gleicht.

## Stimme
Der Ruf des Männchens wird gelegentlich mit dem Geräusch eines Drucklufthammers verglichen. Der weithin vernehmbare Ruf gehört zu den charakteristischen Lauten in den Bergwäldern des zentralen neuguinesischen Hochlandes. Er kann noch aus einer Entfernung von mehr als zwei Kilometer vom Menschen gehört werden. Bei den Rufen wirft das Männchen den Kopf weit zurück, jeder Ruf wird von auffälligen Bewegungen von Kehle, Brust und Flügeln begleitet. Die Männchen nehmen über die Rufe ihre Reviernachbarn wahr; vermutlich kann jedes Männchen darüber mindestens drei Rivalen akustisch wahrnehmen.
Beide Geschlechter geben außerdem Grünblaue von sich, Weibchen glucksen außerdem ähnlich wie ein Huhn oder geben ein bellendes ugh von sich. Die Männchen erzeugen außerdem mit den Flügeln weithin vernehmbare Instrumentallaute, die mit dem Flügelburren von Hühnervögeln wie Haselhuhn verglichen wird. Die Flügelgeräusche sind allerdings sehr laut und sind regelmäßig während der Morgen- und späten Nachmittagsstunden zu vernehmen.

## Verbreitungsgebiet der Unterarten und Lebensraum
Der Schmalschwanz-Paradieshopf gehört zu den Paradiesvögeln mit einem vergleichsweise großen Verbreitungsgebiet: Es erstreckt sich über die zentralen Hochgebirge Neuguineas bis zur Spitze der südöstlichen Halbinsel. Er fehlt auf dem Vogelkop, der großen Halbinsel im äußersten Nordwesten Neuguineas, wo dagegen der nah verwandte Breitschwanz-Paradieshopf verbreitet ist.

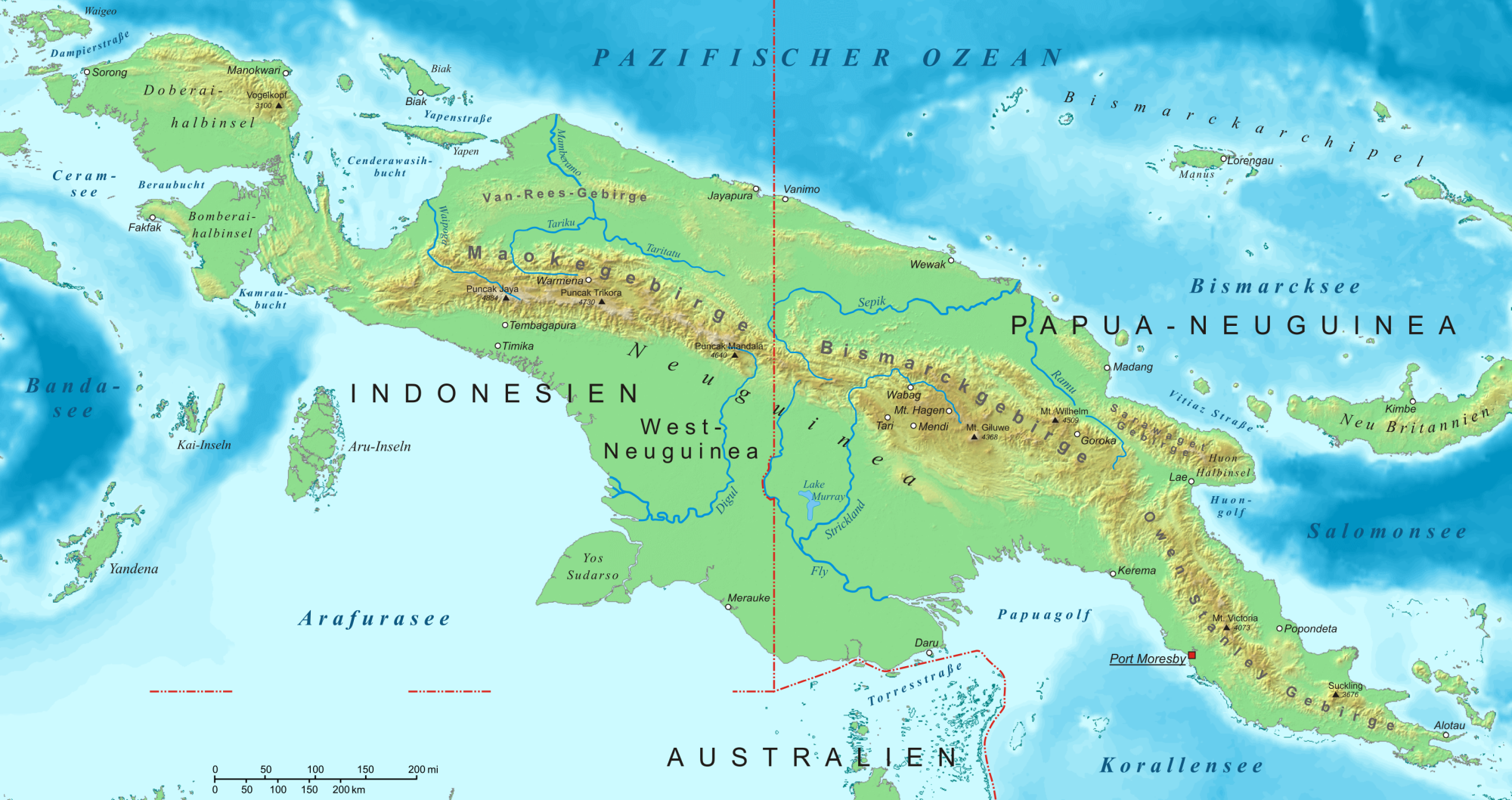
Neuguinea

Die einzelnen Unterarten besiedeln folgende Regionen:
- E. m. albicans – (van Oort, 1915) – Zentrale Gebirge Neuguineas vom Weyland-Gebirge im Westen bis zum Hindenburg-Gebirge und den Victor-Emanuel-Bergen.
- E. m. bloodi – Mayr & Gilliard, 1951 – Gebirge im Osten Neuguineas, zum Verbreitungsgebiet gehören unter anderem das Hagengebirge als möglicherweise westlichstes Verbreitungsgebiet, der Mount Giluwe und das Kraetkegebirge.
- E. m. meyeri – Finsch & A. B. Meyer, 1885 – Gebirge im Südosten Neuguineas, darunter das Owen-Stanley-Gebirge.

Der Schmalschwanz-Paradieshopf kommt nur in Bergwäldern vor und besiedelt vorwiegend Höhenlagen zwischen 1500 und 3200 Meter. Der Verbreitungsschwerpunkt liegt in Höhenlagen zwischen 1900 und 2900 Höhenmeter. In den Regionen, in denen sich das Verbreitungsgebiet dem Breitschwanz-Paradieshopf überlappt, kommt der Schmalschwanz-Paradiesvogel in höheren Lagen vor. Sie kommen sowohl in Primär- als auch Sekundärwald vor. Der Lebensraum ist von Scheinbuchen, Phyllocladus und Schraubenbäumen dominiert, die Äste der meisten Bäume weisen eine dicke Moosschicht auf.

## Lebensweise

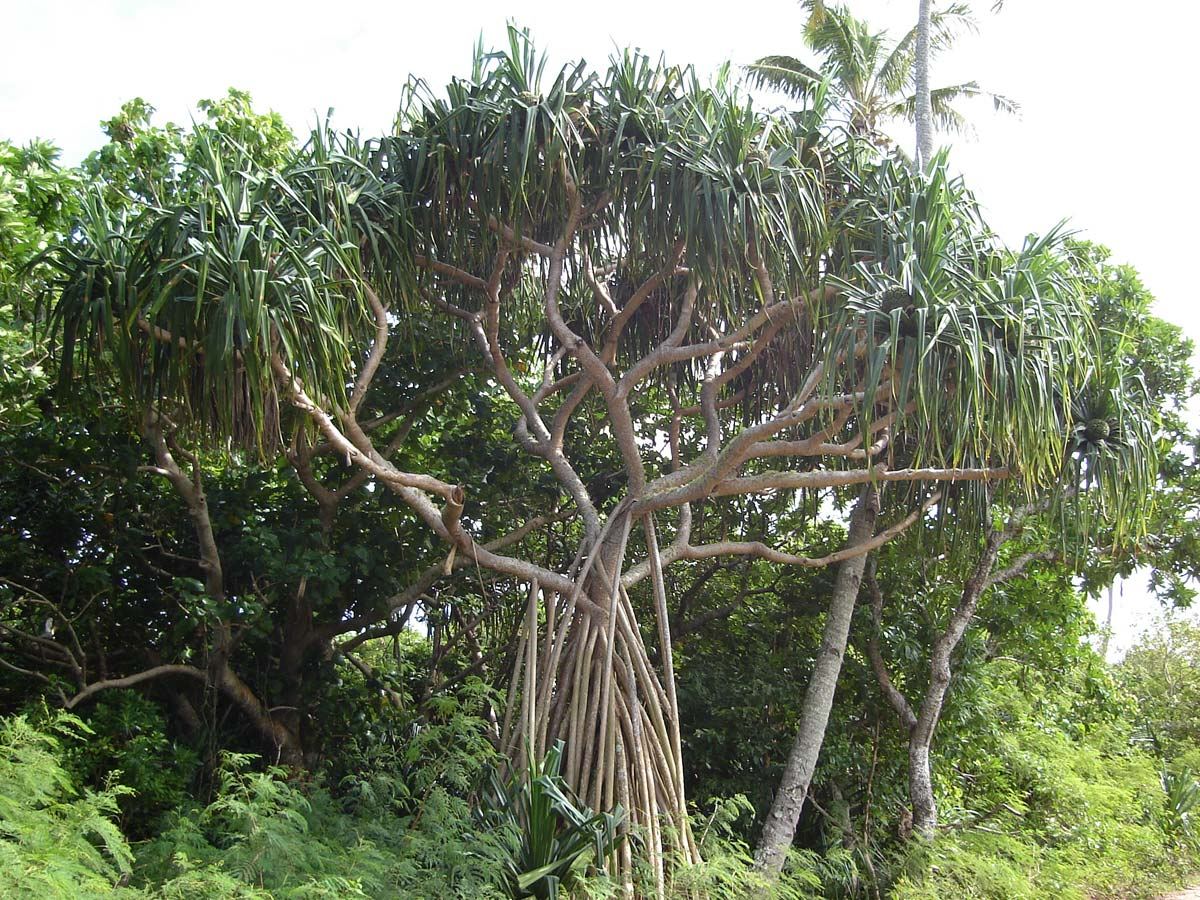
Pandanus tectorius, eine im Verbreitungsgebiet des Schmalschwanz-Paradieshopfes häufige Art der Schraubenbäume

Insbesondere die Männchen der Schmalschwanz-Paradieshopfe sind sehr scheu und außerhalb ihrer Balzplätze schwierig zu beobachten. Die Weibchen sind häufiger zu sehen. Insbesondere während der Nahrungssuche sind sie verhältnismäßig wenig scheu und dulden eine größere Annäherung des Menschen.
Der Schmalschwanz-Paradieshopf frisst Früchte, Gliederfüßer und kleine Wirbeltiere. Der Anteil von Früchten überwiegt geringfügig in der Nahrungszusammensetzung. Zu den gefressenen Wirbeltieren gehören unter anderem kleine Frösche. Ein in Großbritannien gehaltenes Weibchen fing sogar eine Hausmaus, die sie tötete, indem sie sie wiederholt gegen einen Ast schlug und dann mit dem Schnabel auseinanderriss.
Männchen scheinen ein Nahrungsrevier zu besetzen, in dem sie kein anderes Männchen dulden. Die Anwesenheit von Weibchen dagegen wird im Nahrungsrevier geduldet. Bei der Nahrungssuche durchsuchen sie unter anderem Epiphyten nach Wirbellosen. Sie durchwühlen unter anderem aber auch die Kronen von Schraubenbäumen, in denen sich häufig viel Blattabfall ansammelt. Dabei klettern sie durch die Ästen und Blätter und werfen häufig auch abgestorbene Blätter oder Blattteile aus den Kronen. Der Krach, den sie dabei erzeugen, ist auch aus einiger Entfernung vernehmbar und häufig eines der ersten Anzeichen für die Anwesenheit von Schmalschwanz-Paradieshopfe. Das Reiben des langen Schnabels an Ästen oder Blättern sowie das Hochwürgen von Pflanzensamen oder -steinen ist ebenfalls verhältnismäßig häufig zu beobachten. Während der Nahrungssuche kommen sie gelegentlich auch auf den Erdboden. Sie setzen ihren Schnabel ein, um Rinde von den Bäumen zu reißen oder Steine mit einer schnellen Kopfbewegung zuzudrehen. Sie trinken außerdem gelegentlich an flachen Wasserstellen. Bei einem in Gefangenschaft gehaltenen Vogel wurde mehrfach beobachtet, dass er den Kopf fast vollständig umdrehte, um den so nach oben weisenden Schnabel ins Wasser zu tauchen.

## Fortpflanzung
Wie die überwiegende Zahl der Paradiesvögel ist auch der Schmalschwanz-Paradieshopf polygyn, das heißt, das Männchen paart sich nach Möglichkeit mit mehreren Weibchen. Das jeweilige Weibchen zieht alleine den Nachwuchs groß. Die Männchen verteidigen jeweils ein großes Revier, in dem sich ein oder mehrere traditionelle Balzplätze befinden. Bei diesen Balzplätzen handelt es sich um einzelne Ansitzwarten hoch oben im Baumkronenbereich. In freier Wildbahn ist die Balz des Männchens bislang nicht beobachtet worden.

## Schmalschwanz-Paradieshopf und Mensch

### Bejagung
Federn und Bälge von Paradiesvögeln spielen im traditionellen Kopf- und Körperschmuck der indigenen Bevölkerung eine große Rolle. Die Abwesenheit oder die vergleichsweise Seltenheit von Schmalschwanz-Paradieshopfen in einigen geeigneten Lebensräumen wird auf die Bejagung durch die indigene Bevölkerung zurückgeführt. Die Auswirkungen des Jagddrucks sind jedoch in Summe nicht so stark wie beim Breitschwanz-Paradieshopf, da der Schmalschwanz-Paradieshopf in höheren Lagen weit oberhalb der Anbauflächen der lokalen Bevölkerung vorkommt.

### Haltung
Das erste Paar Schmalschwanz-Paradieshopfe wurde 1909 in der Privatsammlung von E. J. Brooks auf Hoddom Castle gehalten. Seitdem sind Individuen dieser Art mehrfach in zoologischen Gärten gezeigt worden. Einige Individuen wurden als ausgesprochen zahm beschrieben und nahmen sehr schnell Futter aus den Händen ihrer Pfleger. Sie benötigen große Innenvolieren und gelten als eine Art, die sich verhältnismäßig gut halten lässt. Allerdings neigen sie dazu, mit ihrem Schnabel alle Gegenstände in ihrer Voliere zu untersuchen und dabei den Schnabel zu verletzen.
Anhand von in Menschenobhut gehaltenen Vögeln beobachteten Merkmalen lässt sich auch auf die Langlebigkeit dieser Art zurückschließen. Ein Männchen, dass am 13. September 1978 dem Baiyer River Sanctuary, Papua-Neuguinea, übergeben wurde und das zunächst noch das Gefieder eines Weibchens zeigte, ließ im Juli 1982 erstmals den für die Männchen typischen, presslufthammerartigen Ruf hören. Ein Jahr später begann es erste Federn eines adulten Männchens zu zeigen. Das vollständige Gefieder eines Männchens trug dieses Individuum erst im Mai 1985. Daraus schließt man, dass Männchen erst im Alter von sieben bis acht Jahren das Gefieder adulter Männchen zeigen.

## Trivia
- Der Archboldlaubenvogel und der Goldhaubengärtner, beides Vertreter der Laubenvögel, die teils zahlreiche Vogelstimmen nachahmen, ahmen auch die Rufe des Schmalschwanz-Paradieshopfes nach.[11]
- Das Artepitheton ehrt Adolf Bernhard Meyer, der an der wissenschaftlichen Erstbeschreibung beteiligt war.[2]

## Einzelbelege
1. ↑   Handbook of the Birds of the World zum Schmalschwanz-Paradieshopf, aufgerufen am 6. August 2017
2. 1 2   Frith & Beehler: The Birds of Paradise - Paradisaeidae. S. 368.
3. ↑  C. Frith, D. Frith: Curl-crested Manucode (Manucodia comrii). In: del Hoyo, J., Elliott, A., Sargatal, J., Christie, D.A. & de Juana, E. (eds.). Handbook of the Birds of the World Alive. 2017. Lynx Edicions, Barcelona. (Online, abgerufen am 9. Juli 2017)
4. 1 2   Frith & Beehler: The Birds of Paradise - Paradisaeidae. S. 366.
5. 1 2   Frith & Beehler: The Birds of Paradise - Paradisaeidae. S. 367.
6. 1 2   Frith & Beehler: The Birds of Paradise - Paradisaeidae. S. 371.
7. 1 2 3 4   Frith & Beehler: The Birds of Paradise - Paradisaeidae. S. 369.
8. 1 2   Frith & Beehler: The Birds of Paradise - Paradisaeidae. S. 370.
9. 1 2   Frith & Beehler: The Birds of Paradise - Paradisaeidae. S. 375.
10. 1 2   Frith & Beehler: The Birds of Paradise - Paradisaeidae. S. 376.
11. ↑   Clifford B. Frith, Dawn. W. Frith: The Bowerbirds – Ptilonorhynchidae. Oxford University Press, Oxford 2004, ISBN 0-19-854844-3. S. 303